# Acico Twin Towers
| Dieser Artikel wurde auf der Qualitätssicherungsseite des WikiProjekts Planen und Bauen eingetragen. Dies geschieht, um die Qualität der Artikel aus den Themengebieten Bautechnik, Architektur und Planung auf ein akzeptables Niveau zu bringen. Dabei werden Artikel, die nicht maßgeblich verbessert werden können, möglicherweise in die allgemeine Löschdiskussion gegeben. Hilf mit, die inhaltlichen Mängel dieses Artikels zu beseitigen, und beteilige dich an der Diskussion! |

Die Acico Twin Towers sind ein Hochhauskomplex in Dubai. Der Hotel JAL Tower ist der höhere der beiden Türmen und mit 269 Metern und 60 Etagen einer der höheren Wolkenkratzer in Dubai. Der Komplex befindet sich an der Sheikh Zayed Road, der Hauptverkehrsstraße in Dubai.